# Amt Herrenbreitungen
Das Amt Herrenbreitungen war eine zur Herrschaft Schmalkalden gehörige Verwaltungseinheit der Landgrafschaft Hessen-Kassel bzw. des Kurfürstentums Hessen. Das Amt ging aus der „Vogtei Herrenbreitungen“ der Grafschaft Henneberg hervor und gehörte seit 1360 zur Hälfte, ab 1583 vollständig zur Landgrafschaft Hessen bzw. Hessen-Kassel.
Bis zur Verwaltungs- und Gebietsreform des Kurfürstentums Hessen im Jahr 1821 und der damit verbundenen Auflösung bildete es als Amt den räumlichen Bezugspunkt für die Einforderung landesherrlicher Abgaben und Frondienste, für Polizei, Rechtsprechung und Heeresfolge.

## Geographische Lage
Das Gebiet des Amts lag westlich der mittleren Werra im Südwestteil des Thüringer Waldes in den Tälern von Fambach, Truse und Farnbach. Farnbach und Werra waren Grenzflüsse zum sachsen-meiningischen Amt Frauenbreitungen. Das Amtsgebiet liegt heute im Südwesten des Freistaats Thüringen und gehört zu den Landkreisen Schmalkalden-Meiningen und Wartburgkreis.
Angrenzende Verwaltungseinheiten waren
- das Amt Brotterode im Norden und
- das Amt Schmalkalden im Osten (beide Teil der Herrschaft Schmalkalden),
- das Amt Wasungen (Grafschaft Henneberg, nach 1680 Herzogtum Sachsen-Meiningen) im Süden und
- das Amt Frauenbreitungen (Grafschaft Henneberg, nach 1680 Herzogtum Sachsen-Meiningen) im Westen.

## Geschichte

### Die Vogtei Burgbreitungen
Die „Vogtei Burgbreitungen“ ist seit 1016 nachgewiesen. Seit 1049 existierte nachweislich ein Kloster in Burgbreitungen. Zu diesem gehörte das Kirchspiel Trusen mit den 1085 erstmals genannten Trusedörfern Laudenbach, Elmenthal, Herges-Vogtei, Trusen und Wahles. Durch die Weihe des neu gegründeten Benediktinerklosters wurde „Burgbreitungen“ nach 1112 zu „Herrenbreitungen“.

### Herrschaft der Herren von Frankenstein
Das Schutzamt der im Lehen der Abtei Hersfeld befindlichen Mark Breitungen mit den Klöstern Frauenbreitungen und Herrenbreitungen wurde im 12. Jahrhundert von den 1137 erstmals erwähnten Herren von Frankenstein, einer Seitenlinie der Grafen von Henneberg, wahrgenommen. Die um 1200 errichtete Wallenburg diente der Kontrolle der von Herrenbreitungen zum Rennsteigpass bei Brotterode aufsteigenden Altstraße. Beim Ausbruch des Thüringisch-Hessischen Erbfolgekrieges (1247–1263) wurde sie von den Herren von Frankenstein ausgebaut. Zum Wallenburger Gerichts- und Burgbezirk gehörte Heßles mit dem Nüßleshof und der östlich des Farnbachs gelegene Teil von Bairoda. Der Burgvogt der Wallenburg gehörte zum Dienstadel der Frankensteiner.
Die Herren von Frankenstein teilten sich unter Ludwig I. von Frankensteins († nach 1164) Söhnen in drei Linien. Während die Schutzvogtei über Herrenbreitungen nach 1216 von der Abtei Hersfeld an die Frankensteiner Linie unter Ludwig II. von Frankenstein († nach 1197) verliehen wurde, bekam die Seitenlinie der Herren von Frankenberg unter Gotebold V. († nach 1197) die Schutzvogtei über Frauenbreitungen übertragen. Mit dem Tod des letzten Herren von Frankenberg im Jahr 1293 traten die Dynasten von Frankenstein die Erbschaft in Frauenbreitungen an. Die Vogtei über Herrenbreitungen hatte Heinrich I. von Frankenstein († 1295) in dieser Zeit bereits als Heiratsgut an den mit seiner Tochter Kunigunde († vor 1301) verheirateten Gunther von Salza übereignet.
Durch Erbauseinandersetzungen mit den angrenzenden Herrschern wurde die Herrschaft der Frankensteiner im Jahr 1295 durch einen Kriegszug des römisch-deutschen Königs Adolf erschüttert und geriet in tiefe Verschuldung. Infolgedessen übergab der wettinische Thüringer Landgraf Albrecht II. mit dem Einverständnis der Hersfelder Äbte im Jahr 1295 die Burg Frankenberg mit dem dazugehörigen Bezirk und im Jahr 1301 die Vogtei Altenbreitungen an den Grafen von Henneberg-Schleusingen. 1301 erfolgte die Belehnung der Henneberger mit den Hersfelder Besitzungen um Frauenbreitungen samt den Vogteirechten über das Augustinerfrauenkloster durch den Abt Berthold I. von Hersfeld.

### Übergang in den Besitz der Grafen von Henneberg
1317 mussten die Frankensteiner erste Gebietsteile im Trusetal verkaufen. Ihren Anteil an der Wallenburg konnten sie zwar behaupten, jedoch wurde das Kloster Fulda Mitbesitzer der Burg, welche seitdem ganerblich verwaltet wurde. Der Ort Barchfeld wurde ab 1318 durch die Grafen von Henneberg an die zum Frankensteiner Dienstadel gehörigen Herren von Stein-Liebenstein zu Barchfeld verlehnt. Im Jahr 1330 mussten die hoch verschuldeten Brüder Siegebodo und Ludwig von Frankenstein einen Großteil ihrer Besitzungen, darunter ihr Anteil der Wallenburg und die Burg Todenwarth, an den Grafen Berthold VII. von Henneberg-Schleusingen verkaufen (Frankensteiner Verkaufsbrief). Die Herren von Salza verkauften 1337 die Vogtei Herrenbreitungen ebenfalls an Berthold VII., der somit für kurze Zeit die Lehen über Herren- und Frauenbreitungen besaß.
Nach dem Tod Heinrichs VIII., dem Sohn Bertholds VII., im Jahre 1347 kam es im Haus Henneberg-Schleusingen zu einer Erbteilung zwischen der Witwe und dem Bruder des Verstorbenen. Während der Bruder und neue Regent, Graf Johann I. von Henneberg-Schleusingen († 1359), u. a. das Amt Frankenberg mit Frauenbreitungen, sowie den Ort Wernshausen aus der Vogtei Herrenbreitungen erhielt, bekam die Witwe Jutta geb. von Brandenburg u. a. die restliche Vogtei Herrenbreitungen mit den Trusedörfern. Bei einer zweiten Erbteilung unter drei Töchtern Juttas kam die Vogtei Herrenbreitungen im Jahr 1353 an Sophie von Henneberg († 1372) und ihren Mann, den Nürnberger Burggrafen Albrecht († 1361).

### Hennebergisch-hessisches Kondominium
Der Rückerwerb der an den Burggrafen Albrecht gekommenen Gebiete durch Elisabeth von Henneberg-Schleusingen, geb. von Leuchtenberg († 1361), der Witwe des Grafen Johann I. von Henneberg-Schleusingen, konnte im Jahre 1360 nur gelingen, indem sich Johanns Vetter mütterlicherseits, Landgraf Heinrich II. von Hessen († 1376), zur Hälfte an der Kaufsumme beteiligte und dafür die ideelle Hälfte an den Gebieten erhielt. Damit wurde das bis 1583 währende hessisch-hennebergische Kondominium über die Vogtei Herrenbreitungen, die benachbarte Herrschaft Schmalkalden mit der Vogtei Brotterode und der halben Zent Benshausen begründet.
Im Bauernkrieg kam es 1525 zu Aufständen, welche sich auch gegen die Breitunger Klöster richteten. Im Zuge der Einführung der Reformation um 1552 verließen der Abt und die letzten Mönche das Herrenbreitunger Kloster. Nach 1560 begann Graf Poppo XII. von Henneberg († 1574), sich aus Teilen des Klosters ein Residenzschloss zu bauen, welches er mit seiner Frau bewohnte. Am 31. August 1583 schlossen Georg Ernst, letzter Graf von Henneberg, Landgraf Wilhelm von Hessen-Kassel und Vertreter des ernestinischen Sachsen (Wettiner) den so genannten „Salzunger Vertrag“. Demnach sollte nach dem Aussterben der Grafen von Henneberg der Landgraf von Hessen-Kassel das Schloss Herrenbreitungen, mit Wohnrecht für Graf Poppos Witwe Sophie, und die Vogtei Herrenbreitungen samt dem Abtswald erhalten. Das Haus Sachsen (Ernestiner) sollte die Gerichtsbarkeit und Jagdgerechtigkeit, sowie das Amt Frauenbreitungen mit Frauen- und Altenbreitungen sowie die Wildbahn vom Pleß bis zur Rosa und Werra erhalten.

### Zugehörigkeit zur Landgrafschaft Hessen-Kassel
Noch im gleichen Jahr starb Graf Georg Ernst von Henneberg-Schleusingen und der Salzunger Vertrag trat in Kraft. Damit wurde die politische Trennung der Breitunger Ortsteile herbeigeführt. Der Bußhof kam aufgrund der Vereinbarungen vom Amt Herrenbreitungen zum Amt Frauenbreitungen.
Die Herrschaft Schmalkalden und mit ihr das nunmehrige Amt Herrenbreitungen gehörten seitdem als Exklave vollständig zur Landgrafschaft Hessen-Kassel. Die kostspielige Hofhaltung des Landgrafen Moritz von Hessen-Kassel führte 1626 zu einer Verpfändung der Herrschaft Schmalkalden an die Landgrafschaft Hessen-Darmstadt, die bis zum Ende des Dreißigjährigen Krieges im Jahr 1648 andauerte. Während dieses Krieges wurde das Herrenbreitunger Schloss beschädigt. Nach dem Neuaufbau diente es im 18. und 19. Jahrhundert als Justizamt, Gefängnis und Rentamt.

### Französische Besetzung
Die Landgrafschaft Hessen-Kassel, deren Herrscher 1803 zum Kurfürsten erhoben wurde, wurde in der Zeit der französischen Besatzung von 1807 bis 1813 dem Königreich Westphalen unter Jérôme Bonaparte einverleibt. Dabei wurde die Herrschaft Schmalkalden innerhalb des Departements der Werra dem Distrikt Eschwege zugeordnet und in sechs Kantone eingeteilt. Das bisherige Amt Herrenbreitungen wurde auf die Kantone Herrenbreitungen (Herrenbreitungen mit Guckelshof/Wolfsberg, Wahles, Trusen, Herges-Vogtei, Elmenthal, Laudenbach, sowie Exklave Barchfeld) und Seligenthal (Fambach mit Burg Todenwarth, Heßles mit Nüßleshof) aufgeteilt.
Nach der Auflösung des Königreichs Westphalen im Jahr 1813 wurde das Kurfürstentum Hessen mit seiner vorherigen Verwaltungsstruktur wieder hergestellt.

### Verwaltungsreform und Auflösung 1821
Nach dem Regierungsantritt von Kurfürst Wilhelm II. von Hessen-Kassel wurde im Zuge der Verwaltungsreform des Kurfürstentums Hessen von 1821 das Land in vier Provinzen und 22 Kreise eingeteilt. Die Verwaltung und Rechtsprechung wurden getrennt.
Für die Verwaltung wurde aus den bisherigen Ämtern Schmalkalden, Hallenberg, Herrenbreitungen und Brotterode der Kreis Schmalkalden gebildet, welcher der neu gegründeten kurhessischen Provinz Fulda angehörte. Für die Rechtsprechung wurden als Gerichte erster Instanz vier Justizämter eingerichtet (Schmalkalden, Brotterode, Herrenbreitungen und Steinbach).

## Zugehörige Orte
Dörfer
| - Herrenbreitungen - Elmenthal - Fambach (Vanebach) - Herges-Vogtei | - Heßles - Laudenbach - Trusen - Wahles |

Burgen und Schlösser
- Schloss Herrenbreitungen (ehemaliges Benediktinerkloster)
- Zollburg Todenwarth (hessischer Anteil)

Höfe
- Beierode (hess. Anteil)
- Nüßleshof (bei Heßles)
- Winne
- Wenigenfambach
- Guckelshof oder Wolfsberg